# Stora Bosagölen
Stora Bosagölen är en sjö i Boxholms kommun i Östergötland och ingår i Motala ströms huvudavrinningsområde. Sjön har en area på 0,085 kvadratkilometer och ligger 160,4 meter över havet.

## Delavrinningsområde
Stora Bosagölen ingår i det delavrinningsområde (644120-146549) som SMHI kallar för Inloppet i Öjaren. Medelhöjden är 181 meter över havet och ytan är 21,1 kvadratkilometer. Det finns inga avrinningsområden uppströms utan avrinningsområdet är högsta punkten. Vattendraget som avvattnar avrinningsområdet har biflödesordning 4, vilket innebär att vattnet flödar genom totalt 4 vattendrag innan det når havet efter 144 kilometer. Avrinningsområdet består mestadels av skog (81 procent). Avrinningsområdet har 0,09 kvadratkilometer vattenytor vilket ger det en sjöprocent på 0,4 procent.